# San Diego Open 2010 - Doppio
Il doppio  dello  San Diego Open 2010 è stato un torneo di tennis facente parte del WTA Tour 2010.
Marija Kirilenko e Zheng Jie hanno battuto in finale Lisa Raymond e Rennae Stubbs con il punteggio di 6–4, 6–4.

## Teste di serie
1. Gisela Dulko /  Flavia Pennetta (primo turno)
2. Lisa Raymond /  Rennae Stubbs (finale)

1. Alisa Klejbanova /  Nadia Petrova (primo turno)
2. Marija Kirilenko /  Zheng Jie (campionesse)

## Tabellone

### Legenda
| - Q = Qualificato - WC = Wild card - LL = Lucky loser | - ALT = Alternate - SE = Special Exempt - PR = Protected Ranking | - w/o = Walkover - r = Ritirato - d = Squalificato |